# Andreas Michl
Andreas Michl (Rotthalmünster, 1980. január 29. –) osztrák származású német labdarúgókapus.

## Pályafutása
Neuhaus am Inn-ben nőtt fel, majd 1991-ben Schärding-ban költözött. Itt kezdte el a pályafutását Ausztriában.

## Külső hivatkozások
- Andreas Michl. Weltfussball.de